# Lubuk Kemang
Lubuk Kemang is een bestuurslaag in het regentschap Musi Rawas van de provincie Zuid-Sumatra, Indonesië. Lubuk Kemang telt 1887 inwoners (volkstelling 2010).